# Międzyrzecz (district)
Międzyrzecz (powiat międzyrzecki) is een Pools district (powiat) in de Woiwodschap Lubusz. Het district heeft een totale oppervlakte van 1387,61 km² en telde 58.397 inwoners in 2017.

## Steden
- Międzyrzecz (Meseritz)
- Skwierzyna (Schwerin an der Warthe)
- Trzciel (Tirschtiegel)

Stadsdistricten:
Gorzów Wlkp. · Zielona Góra 

Districten:
Gorzów · Krosno · Międzyrzecz · Nowa Sól · Słubice · Strzelce-Drezdenko · Sulęcin · Świebodzin · Wschowa · Zielona Góra · Żagań · Żary